# Schweizer Cup (Fussball, Männer) 1978/79
Der 54. Schweizer Cup wurde vom 12. August 1978 bis zum 20. Juni 1979 ausgetragen. Titelverteidiger war der Verein Servette FC.

## Der Modus
Es wurde im K.-o.-System gespielt. Im Fall eines Gleichstandes zum Ende der Verlängerung wurde das Spiel auf dem Platz der Gastmannschaft wiederholt. Das Finalspiel fand in Bern statt.

## 1/16-Finals
In den 1/16-Finals spielten erstmals die Mannschaften der Nationalliga A mit:
| Datum             |                             | Ergebnis        |                         |
| ----------------- | --------------------------- | --------------- | ----------------------- |
| 07.10.1978, 14:30 | FC Biel-Bienne              | 1:3             | FC Lausanne-Sport       |
|                   | FC Grenchen                 | 1:3 n. V.       | Étoile Carouge          |
|                   | SC Kriens                   | 1:3             | FC Chiasso              |
|                   | FC La Chaux-de-Fonds        | 1:4             | CS Chênois              |
|                   | La Rondinella La Neuveville | 1:4 n. V.       | Servette FC             |
|                   | FC Locarno                  | 1:4             | Grasshopper Club Zürich |
|                   | FC Luzern                   | 2:0             | FC Baden                |
|                   | FC Mendrisiostar            | 2:5             | Nordstern Basel         |
|                   | FC Orbe                     | 3:3 (0:3 i. E.) | FC Sion                 |
|                   | Rapid Ostermundigen         | 1:6             | Neuchâtel Xamax         |
|                   | FC Red Star Zürich          | 1:6             | FC Zürich               |
|                   | Vevey-Sports                | 1:2 n. V.       | BSC Young Boys          |
| 08.10.1978, 14:30 | FC Chur                     | 0:4             | FC Winterthur           |
|                   | FC Glattbrugg               | 0:7             | FC Basel                |
|                   | FC Ibach                    | 1:6             | FC St. Gallen           |
|                   | Stade Lausanne              | 1:0             | FC Aarau                |

## Achtelfinals
| Datum             |                 | Ergebnis  |                         |
| ----------------- | --------------- | --------- | ----------------------- |
| 09.12.1978, 14:30 | FC Winterthur   | 1:1 n. V. | CS Chênois              |
| 10.12.1978, 14:30 | Étoile Carouge  | 0:3       | Servette FC             |
|                   | Neuchâtel Xamax | 2:1 n. V. | FC Luzern               |
|                   | Nordstern Basel | 3:1       | Stade Lausanne          |
|                   | FC St. Gallen   | 3:1       | Grasshopper Club Zürich |
|                   | BSC Young Boys  | 2:0       | FC Chiasso              |
|                   | FC Zürich       | 1:3       | FC Basel                |
| 17.12.1978, 14:30 | FC Sion         | 0:4       | FC Lausanne-Sport       |

Wiederholungsspiel
| Datum             |            | Ergebnis |               |
| ----------------- | ---------- | -------- | ------------- |
| 17.12.1978, 14:30 | CS Chênois | 4:1      | FC Winterthur |

## Viertelfinals
| Datum             |                 | Ergebnis  |                   |
| ----------------- | --------------- | --------- | ----------------- |
| 14.03.1979, 14:30 | Nordstern Basel | 0:2       | Servette FC       |
| 20.03.1979, 14:30 | Neuchâtel Xamax | 5:0       | FC Basel          |
|                   | BSC Young Boys  | 2:0       | FC St. Gallen     |
|                   | CS Chênois      | 1:1 n. V. | FC Lausanne-Sport |

Wiederholungsspiel
| Datum             |                   | Ergebnis |            |
| ----------------- | ----------------- | -------- | ---------- |
| 22.03.1979, 14:30 | FC Lausanne-Sport | 0:2      | CS Chênois |

## Halbfinals
| Datum             |                | Ergebnis  |                 |
| ----------------- | -------------- | --------- | --------------- |
| 16.04.1979, 14:30 | Servette FC    | 3:2       | Neuchâtel Xamax |
|                   | BSC Young Boys | 1:0 n. V. | CS Chênois      |

## Final
Das Finalspiel fand am 4. Juni 1979 im Stadion Wankdorf in Bern statt.
| Paarung        | Servette FC – BSC Young Boys |
| Ergebnis       | 1:1 n. V. (1:1, 0:0) |
| Datum          | 4. Juni 1979 um 15:00 Uhr |
| Stadion        | Stadion Wankdorf, Bern |
| Zuschauer      | 31.765 |
| Schiedsrichter | Rudolf Renggli (Stans) |
| Tore           | 1:0 Pfister (52.) 1:1 Hussner (78.) |
| Servette FC    | Engel, Valentini, Trinchero, Guyot, Bizzini, Schnyder (91. Weber), Barberis, Andrey, Peterhans (77. Coutaz), Hamberg, Pfister Cheftrainer: Péter Pázmándy      |
| BSC Young Boys | Eichenberger, Odermatt, Brechbühl, Feuz, Rebmann (55. Küttel), Schmidlin, Hußner, Pelfini, Zwahlen, Zwygart (65. Castella), Müller Cheftrainer: Timo Konietzka |

Wiederholungsspiel
| Paarung        | Servette FC – BSC Young Boys |
| Ergebnis       | 3:2 (1:2) |
| Datum          | 20. Juni 1979 um 15:00 Uhr |
| Stadion        | Stadion Wankdorf, Bern |
| Zuschauer      | 26.791 |
| Schiedsrichter | Bruno Galler (Kirchdorf) |
| Tore           | 0:1 Schmidlin (10.) 1:1 Weber (28.) 1:2 Hussner (32.) 2:2 Barberis (62.) 3:2 Hamberg (73.)                                                                          |
| Servette FC    | Engel, Valentini, Trinchero (88. Dutoit), Guyot, Bizzini, Schnyder, Barberis (83. Coutaz), Andrey, Pfister, Hamberg, Weber Cheftrainer: Péter Pázmándy              |
| BSC Young Boys | Eichenberger, Odermatt, Pelfini (83. Jacobacci), Feuz, Brechbühl, Zwygart, Hußner, Schmidlin, Zwahlen, Küttel (67. Castella), Müller Cheftrainer: Helmuth Johannsen |